# Ephesia obliterata
Ephesia obliterata là một loài bướm đêm trong họ Noctuidae.